# Dicranomyia (Dicranomyia) albipennis
Dicranomyia (Dicranomyia) albipennis is een tweevleugelige uit de familie steltmuggen (Limoniidae). De soort komt voor in het Afrotropisch gebied.